# Walter Schumacher (Politiker, 1950)
Walter Schumacher (* 4. Januar 1950 in Kaiserslautern) ist ein deutscher Politiker (SPD). Er war von 2010 bis 2016 Staatssekretär im Ministerium für Bildung, Wissenschaft, Weiterbildung und Kultur des Landes Rheinland-Pfalz.

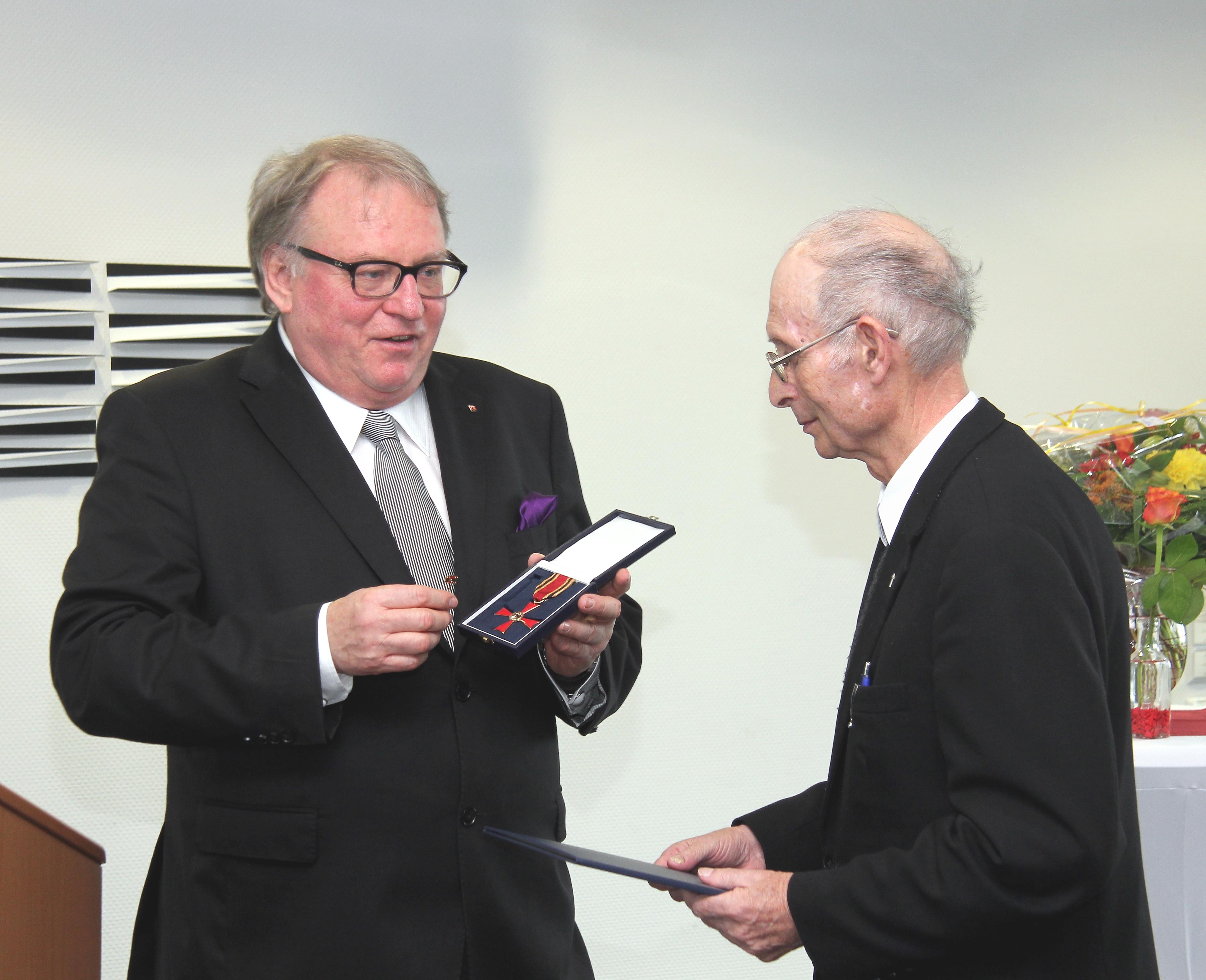
Walter Schumacher überreicht dem Priester Lothar Brucker das Bundesverdienstkreuz am Bande

## Leben und Beruf
Nach dem Abitur studierte Schumacher ab 1968 Rechtswissenschaften an der Universität des Saarlandes in Saarbrücken. 1971 absolvierte er ein Volontariat beim Saarländischen Rundfunk (SR) und war in den Folgejahren freier Mitarbeiter beim SR, ab 1976 zusätzlich beim Südwestfunk Mainz (SWF). Von 1979 bis 1994 arbeitete er als Redakteur und Moderator bei SWF 3 in Baden-Baden. Als freier Autor und Moderator war Schumacher ab 1986 bei verschiedenen Hörfunk- und Fernsehsendern (SWF, SDR, HR, Deutschlandfunk, Deutsche Welle, Rias Berlin) tätig. Unter anderem verfasste er über zehn Jahre lang in SWF 3 einen satirischen Wochenrückblick, den er auch selbst sprach, und im DLF einen Kulturkommentar.
Mit dem Regierungsantritt von Kurt Beck im Oktober 1994 stieg Schumacher in die Verwaltung des Landes Rheinland-Pfalz ein und wurde als Ministerialdirektor zum Regierungssprecher und Ständigen Vertreter des Chefs der Staatskanzlei Rheinland-Pfalz berufen.
Walter Schumacher ist verheiratet und hat zwei Kinder.

## Politik
Walter Schumacher ist Mitglied der Sozialdemokratischen Partei Deutschlands (SPD). Von 1974 bis 1979 war er kommunalpolitisch im Stadtrat von Kaiserslautern und in dessen Kulturausschuss aktiv. 
Von Mai 2010 war Walter Schumacher Staatssekretär in den Ministerien, denen Doris Ahnen (SPD) vorstand: zuerst im Ministerium für Bildung, Wissenschaft, Jugend und Kultur (MBWJK) und ab Mai 2011 im Ministerium für Bildung, Wissenschaft, Weiterbildung und Kultur (MBWWK). Von November 2014 bis Mai 2016 diente Schumacher im selben Ministerium unter Ministerin Vera Reiß (SPD).
Zudem war er Vertreter des Landes Rheinland-Pfalz im Hörfunkrat des Deutschlandradios.